# 聞承烈
聞 承烈（ぶん しょうれつ、1889年 - 1976年）は中華民国の軍人。北京政府、国民軍、国民政府（国民革命軍）に属した。馮玉祥配下の「十三太保」の1人としても知られる。字は樸庭。

## 事跡
陸軍大学を卒業し、禁衛軍に加入する。民国成立後の1914年（民国3年）、馮玉祥率いる陸軍第16混成旅に配属された。1923年（民国12年）、第42団団長に昇格し、1926年（民国15年）、国民軍軍官教導団団長に任ぜられている。以後、第21混成旅旅長、第32混成旅旅長、西北軍兵站総監などを歴任した。
1929年（民国18年）、国民革命軍第2集団軍兵站総監、第7軍副軍長に任ぜられる。反蔣介石戦争で馮玉祥が敗北した後、聞承烈は韓復榘に随従して山東省入りし、済南市市長に任ぜられた。1936年（民国25年）9月、陸軍中将銜を授与され、11月、山東省政府顧問となる。日中戦争（抗日戦争）期間は、第6戦区司令長官部兵站中将総監などをつとめた。
1946年（民国35年）11月、制憲国民大会代表に当選している。中華人民共和国成立後も大陸にとどまり、中央文史館館員となった。
1976年、病没。享年88。